# زبان دیولا
دیولا یا جولا (Julakan ߖߎ߬ߟߊ߬ߞߊ߲) یک زبان از خانواده زبان‌های مانده است که در بورکینافاسو، ساحل عاج و مالی گفتگو می‌شود. این زبان بسیار به زبان‌های بامبارا و مالینکه نزدیک است. دیولا یک زبان میانجی در آفریقای غربی است و توسط میلیون‌ها نفر به عنوان زبان اول یا دوم صحبت می‌شود. مانند سایر زبانهای ماند، این زبان زبانی نواخت‌بر است. دیولا به خط لاتین، عربی و همچنین به خط بومی انکو نوشته می‌شود.

## الفبا
الفبایی برای دیولا در ۲۷ ژوئیه ۱۹۷۳ منتشر شد و در ۲ فوریه ۱۹۷۹ به رسمیت رسید. حروف الفبای دیولا عبارتند از:
| الفبای دیولا | الفبای دیولا | الفبای دیولا | الفبای دیولا | الفبای دیولا | الفبای دیولا | الفبای دیولا | الفبای دیولا | الفبای دیولا | الفبای دیولا | الفبای دیولا | الفبای دیولا | الفبای دیولا | الفبای دیولا | الفبای دیولا | الفبای دیولا | الفبای دیولا | الفبای دیولا | الفبای دیولا | الفبای دیولا | الفبای دیولا | الفبای دیولا | الفبای دیولا | الفبای دیولا | الفبای دیولا | الفبای دیولا | الفبای دیولا | الفبای دیولا |
| ------------ | ------------ | ------------ | ------------ | ------------ | ------------ | ------------ | ------------ | ------------ | ------------ | ------------ | ------------ | ------------ | ------------ | ------------ | ------------ | ------------ | ------------ | ------------ | ------------ | ------------ | ------------ | ------------ | ------------ | ------------ | ------------ | ------------ | ------------ |
| A            | B            | C            | D            | E            | Ɛ            | F            | G            | H            | I            | J            | K            | L            | M            | N            | Ɲ            | Ŋ            | O            | Ɔ            | P            | R            | S            | T            | U            | V            | W            | Y            | Z            |
| a            | b            | c            | d            | e            | ɛ            | f            | g            | h            | i            | j            | k            | l            | m            | n            | ɲ            | ŋ            | o            | ɔ            | p            | r            | s            | t            | u            | v            | w            | y            | z            |